# Cassida smaragdocruciata
Cassida smaragdocruciata es un coleóptero de la familia Chrysomelidae.
Fue descrita científicamente en 1982 por Medvedev & Eroshkina.